# Intensyfikacja wydobycia ropy naftowej
Intensyfikacja wydobycia ropy naftowej – metody wydobycia ropy naftowej umożliwiające uzyskanie większej ilości produktu niż przy metodach tradycyjnych. Za pomocą samoczynnego wydobycia z wykorzystaniem energii złożowej można wydobyć ze złoża tylko 10-15% zasobów ropy naftowej. Aby uzyskać większe wydobycie surowca, stosuje się wydobycie wspomagane i wtórne metody wydobycia.

## Wydobycie wspomagane
Do metod wspomagających wydobycie należą:
- pompy wgłębne (kiwony)
- nagazowanie ropy (gazlift)

Metody te pozwalają dodatkowo wydobyć do 11% zasobów.

## Wtórne metody wydobycia

### Metody podtrzymujące ciśnienie złożowe
Podstawowymi metodami, służącymi do podtrzymania ciśnienia złożowego, są:
- zatłaczanie wody poza kontur złoża
- zatłaczanie gazu ziemnego w najwyższą część złoża

Po ich zastosowaniu sumaryczny współczynnik zczerpania złoża może dojść do 30% zasobów.

### Metody obniżające lepkość ropy
Kolejnymi metodami są metody EOR (Enhanced Oil Recovery). Polegają one na obniżaniu lepkości ropy i przyśpieszenia jej napływania do odwiertu. Cel ten uzyskuje się poprzez:
- pompowanie poza kontur złoża wody ze środkami powierzchniowo czynnymi
- zmianę temperatury złoża poprzez zastosowanie w otworach grzejników elektrycznych, lub poprzez podziemne spalanie gazu ziemnego

### Metody udrażniające strefę przyodwiertową
Do tego typu metod należą:
- metody mikrobiologiczne, polegające na wtłaczaniu do otworu roztworu zawierającego bakterie anaerobowe niszczące cząsteczki asfaltu, co udrażnia pory skalne i zwiększa przypływ ropy
- perforacja ścian otwory i strefy przyodwiertowej
  - pociskowa (kierunkowymi ładunkami kumulacyjnymi)
  - hydroperforacja  (zatłaczanie do otworu wody pod dużym ciśnieniem, co powoduje udrażnianie porów i powstawanie szczelin)
- kwasowanie (wykonuje się w skałach węglanowych, wpuszczając mieszankę kwasu solnego - 90% i fluorowodorowego - 10% w celu wytworzenia kawern i powiększenia szczelin)